# Taiping Financial Tower
La Taiping Financial Tower est un gratte-ciel de 208 mètres construit en 2011 à Shanghai en Chine.